# ТЕС Ас-Понтес
ТЕС Ас-Понтес – теплова електростанція на північному заході Іспанії.
В першій половині 1940-х на тлі міжнародної напівізоляції іспанський уряд створив компанію Calvo Sotelo de Combustibles Líquidos y Lubricantes (ENCASO), що мала спорудити кілька комплексів з виробництва рідкого палива та різноманітних хімічних продуктів з вугілля та горючих сланців. Один з таких комплексів мав базуватись в Галісії на родовищі лігніту в Ас-Понтес-де-Гарсія-Родрігез та почав діяльність із запуску в 1949-му ТЕС Ас-Понтес, яка мала дві парові турбіни потужністю по 16 МВт. В подальшому поряд запустили завод з виробництва азотних добрив, проте у від основної частини проекту – продукування палива з вугілля – відмовились.
В 1970-х роках активи ENCASO розподілили між галузевими компаніями, так, ТЕС Ас-Понтес та родовище лігніту дісталось енергетичній Endesa. Поглиблене дослідження запасів дало підстави узятись за проект нової потужної електростанції, із запуском якої стало можливим вивести з експлуатації старі турбіни. В 1976, 1977, 1978 та 1979 роках стали до ладу чотири однотипні конденсаційні блоки потужністю по 350 МВт.
В середині 1990-х із екологічних міркувань станцію перевели на комбіноване спалювання лігніту та імпортованого кам’яного вугілля у рівних співвідношеннях. А в 2007-му після закриття сусіднього вугільного розрізу ТЕС почала споживати виключно кам’яне вугілля. Всього за час своєї діяльності зазначений розріб постачив на електростанцію 260 млн тонн лігніту.
В 2008 році ввели в дію парогазовий блок комбінованого циклу, в якому дві газові турбіни потужністю по 270 МВт живлять через відповідну кількість котлів-утилізаторів одну парову турбіну з показником 297 МВт, при цьому номінальна потужність блоку рахується як 800 МВт. Парогазовий блок використовує природний газ, який надходить по відгалуженню від трубопроводу Мургадос – Гітіріс. Можливо відзначити, що парогазовий блок ТЕС Ас-Понтес розмістили на території закритого в 1980-х роках заводу азотних добрив, який колись був створений все тією ж ENCASO.
В 2022-му прийняли рішення про закриття двох вугільних блоків, а в 2023-му затвердили план виводу ще двох. Припинення виробнцитва електроенергії з вугілля мало відбутись у серпні 2024-го.
Для видалення продуктів згоряння вугільних блоків призначався димар заввишки 356 метрів з діаметром від 36 (по основі) до 18 метрів.
Видача продукції відбувається під напругою 400 кВ.